# Henry Fairfield Osborn
Henry Fairfield Osborn (8 de agosto de 1857 - 6 de noviembre de 1935) fue un geólogo, paleontólogo, eugenecista y biólogo estadounidense.

## Biografía
Nació en Fairfield, en el estado de Connecticut, y estudió en la Universidad de Princeton.
Fue profesor de anatomía comparativa a partir de 1883 hasta 1890 en Princeton. En 1891 se convirtió en profesor de biología en la Universidad de Columbia, pasando a enseñar zoología en 1896. 
Fue presidente del Museo Americano de Historia Natural desde 1908 hasta 1933, periodo en el que acumuló una de las colecciones de fósiles más notables del mundo. Su mentor fue el paleontólogo Edward Drinker Cope.
Osborn dirigió varias expediciones de búsqueda de fósiles en el sudoeste estadounidense, comenzando con una a los estados de Colorado y Wyoming en 1877. Describió y nombró al Ornitholestes en 1903, al Tyrannosaurus rex en 1905, al Pentaceratops en 1923, y al Velociraptor en 1924. Algunas de sus contribuciones son menos celebradas: la creencia de Osborn en la idea ahora desacreditada de la ortogénesis es una de ellas, así como su promoción de la eugenesia.
Osborn escribió un libro influyente, The Age of Mammals ("La era de los mamíferos, 1910). También autorizó The Origin and Evolution of Life ("El origen y evolución de la vida", 1916).
Cofundó la Save-the-Redwoods League en 1918.
Es el padre del conservacionista y naturalista Henry Fairfield Osborn hijo (15 de enero de 1887 - 16 de septiembre de 1969).

## Abreviatura (zoología)
La abreviatura Osborn  se emplea para indicar a Henry Fairfield Osborn como autoridad en la descripción y taxonomía en zoología.